# Эффект Окорокова
Эффект Окорокова — явление когерентного возбуждения пролетающих через кристалл частиц.

## Описание открытия
Ранее считалось, что упорядоченная структура расположения атомов в кристаллах не оказывает существенного воздействия на процессы возбуждения частиц при их пролёте через кристалл. Открытия Окорокова показали, что частица, пролетая через кристалл, испытывает коллективное возмущающее воздействие со стороны атомов кристаллической решётки. Физика этого явления состоит в резком возрастании вероятности возбуждения дискретного уровня частицы при её пролёте через периодическое поле кристалла с такой скоростью, при которой частота соударений пролетающей частицы с атомами кристалла равна или в целое число раз меньше частоты, необходимой для возбуждения энергетического уровня частоты.
Теоретически предсказанное явление когерентного возбуждения нашло затем подтверждение в экспериментах, выполненных по инициативе и под руководством В. В. Окорокова. Исследования по возбуждению ионов гелия, пролетающих через монокристалл серебра, проводились на электростатическом генераторе ЭГ-5 в Институте теоретической и экспериментальной физики (ИТЭФ). Достоверность обнаруженного явления была позднее подтверждена в многочисленных опытах, проведенных в СССР и за рубежом — во Франции и США.
Явление, названное эффектом Окорокова, коренным образом изменило сложившееся представление о характере взаимодействия налетающих частиц с атомами кристаллов и может быть использовано, в частности, для генерации жесткого монохроматического электромагнитного излучения высокой спектральной плотности и перестраиваемой частоты, для спектроскопии связанных состояний, для исследования структуры кристаллических тел и т. д. Проведенные исследования послужили фундаментом для развития и становления нового направления в физике взаимодействия частиц с веществом — атомной физики каналированных ионов.